# Зеленков, Дмитрий
Дмитрий Зеленков (латыш. Dmitrijs Zelenkovs; род. 15 мая 2000, Резекне) — латвийский футболист, полузащитник клуба РФС.

## Клубная карьера
Занимался футболом в системе клуба «Метта». В 2015 году был признан лучшим нападающим юношеского чемпионата Латвии. С 2016 по 2020 года находился в стане итальянской «Эмполи», где играл на юношеском и молодёжном уровнях, но за основную команду Зеленков так и не сыграл. В марте 2021 года вернулся в «Метту». Дебют в Высшей лиге Латвии для него состоялся 13 марта 2021 года в матче против «Лиепаи» (1:4).
С января по июль 2022 года играл за любительский итальянский клуб «Монтеспаккато». После вернулся на родину, присоединившись к РФС. В составе команды дебютировал в еврокубках, сыграв в квалификации Лиги конференций УЕФА.

## Карьера в сборной
Выступал за юношеские сборные Латвии до 17 (2016 год) и до 19 лет (2018 год). С 2019 года по 2021 год играл за молодёжную сборную до 21 года. Приглашался в стан национальной сборной Латвии.

## Статистика
| Клуб  | Сезон | Лига               | Лига  | Лига | Кубок | Кубок | Еврокубки | Еврокубки |
| Клуб  | Сезон | Дивизион           | Матчи | Лиги | Матчи | Лиги  | Матчи     | Лиги      |
| ----- | ----- | ------------------ | ----- | ---- | ----- | ----- | --------- | --------- |
| Метта | 2021  | Высшая лига Латвии | 11    | 0    |       |       |           |           |
| РФС   | 2022  | Высшая лига Латвии | 2     | 0    | 1     | 0     |           |           |
| РФС   | 2023  | Высшая лига Латвии | 17    | 5    |       |       | 2         | 0         |